# Phytoseius onilahy
Phytoseius onilahy är en spindeldjursart som beskrevs av Blommers 1976. Phytoseius onilahy ingår i släktet Phytoseius och familjen Phytoseiidae. Inga underarter finns listade i Catalogue of Life.